# Astronomsko društvo Vega - Ljubljana
Astronomsko društvo Vega - Ljubljana (ADV) sodeluje z astronomskim krožkom Gimnazije Šentvid. Društvo in krožek sta povezana prek dejstva, da so mnogi nekdanji krožkarji, danes odrasli, člani društva, nekateri pa so poleg tega še mentorji krožka in tako vzgajajo naslednjo generacijo mladih naravoslovcev. Ustanovljeno je bilo 21. maja 2001.

## Ime
Društvo se imenuje tako po zvezdi Vegi, peti najsvetlejši zvezdi na nočnem nebu, kot tudi po Juriju Vegi, znamenitemu slovenskemu matematiku, fiziku in sposobnemu topniškemu častniku v Habsburški vojski. Zvezda se sicer ne imenuje po Juriju Vegi, njeno ime je veliko starejše.

## Dogodki
- Observatorij je 7. oktobra 2014 obiskala Sunita Williams. Obisk, med katerim so se člani in krožkarji z gostjo pogovarjali o mnogih temah, je trajal dobre tri ure.[3][4]
- En radijski daljnogled so uspešno preskusili 22. septembra 2014. Zasnovali in izdelali so ga člani in krožkarji sami, pod pokroviteljstvom mentorja Andreja Lajovica, s pomočjo Klemena Blokarja, Jure Varleca in ostalih, za samo 600 evrov. Gre za prvi primer izdelave radijskega teleskopa za opazovanje vodikove črte, sicer približno 1420 MHz, v Sloveniji.[3][4][5][6]

## Vidni člani
- Zorko Vičar, soustanovitelj, nekdanji predsednik prvih sedem let, mentor drugima dvema soustanoviteljima, vodja krožka od 1990 do enkrat, duhovni vodja[1]
- Peter Mihor, soustanovitelj[1]
- Mitja Šiška, soustanovitelj[1]
- Klemen Blokar, sedanji predsednik od 2010, mentor krožka[1]
- Andrej Lajovic, vodja projekta radijskega teleskopa, mentor krožka[4]
- Gregor Vertačnik, nekdanji predsednik 2008-2010[1]